# Stade Henri-Jooris
Le stade Henri-Jooris est l'ancien stade principal de Lille. Inauguré en 1902, il était principalement utilisé par l'Olympique lillois puis le LOSC Lille après-guerre. Sous le nom stade Victor-Boucquey, il accueille le premier match de l'équipe de France en province en 1914 et un match de la Coupe du monde de football de 1938. Il est fermé puis démoli en 1975, et remplacé par le stade Grimonprez-Jooris.

## Histoire du stade

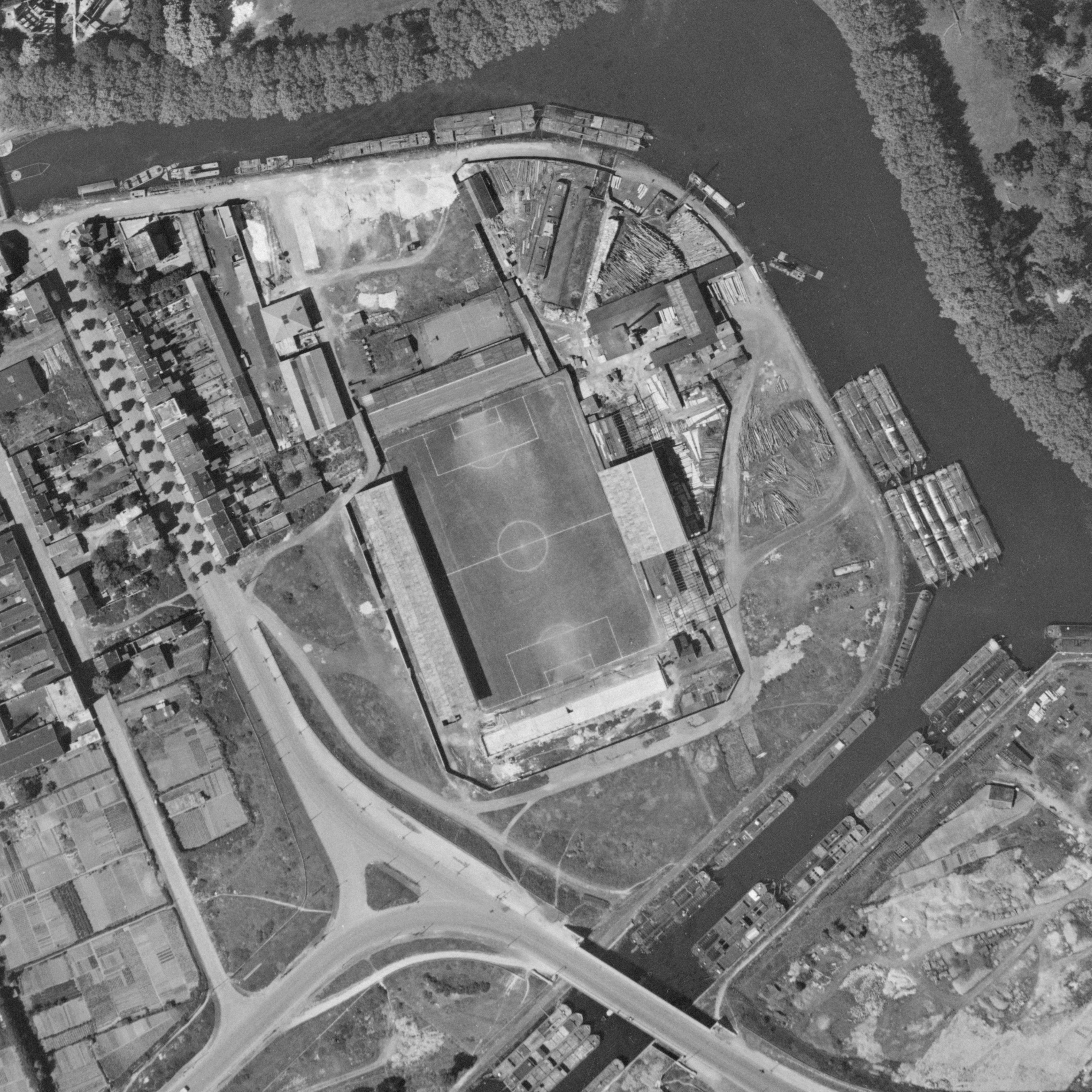
Le stade en 1947

Connu initialement comme le « terrain de l'avenue de Dunkerque », le stade est inauguré le 19 octobre 1902 dans le quartier des Bois Blancs. Propriété de l'Iris Club lillois, il accueille principalement des matches de football et de hockey sur gazon. En 1907, le club est absorbé par l'Olympique lillois, qui devient le résident du stade. Il est bientôt baptisé stade Victor-Boucquey, du nom d'un ancien dirigeant de l'Olympique lillois, puis en août 1943, stade Henri-Jooris, du nom du président de l'Olympique lillois de 1910 à 1932, décédé en 1940.
Après la fusion en 1944 de l'Olympique lillois et du SC Fives, le stade Victor-Boucquey devient le stade du Lille Olympique Sporting Club, en alternance jusqu'en 1949 avec le stade Jules-Lemaire de Mons-en-Barœul. Le 17 février 1946, 18 000 spectateurs s'y pressent pour assister au derby Lille-Lens. Des spectateurs se trouvent placés sur les toits des tribunes ; sous leur poids, le toit d'une tribune s'effondre : 53 blessés sont à déplorer, et par miracle, aucun mort. Une fois les secours intervenus, le derby reprend mais le stade est fermé pour réfection dans la foulée. Il ouvre à nouveau ses portes en août 1946 (ou 1947).
Vétuste, le stade Henri-Jooris, construit au bord de la Deûle, avenue Léo-Lagrange, doit être détruit au milieu des années 1970 pour permettre la mise au grand gabarit de la voie fluviale. Un nouveau stade est construit à proximité, le stade Grimonprez-Jooris.

## Matchs internationaux

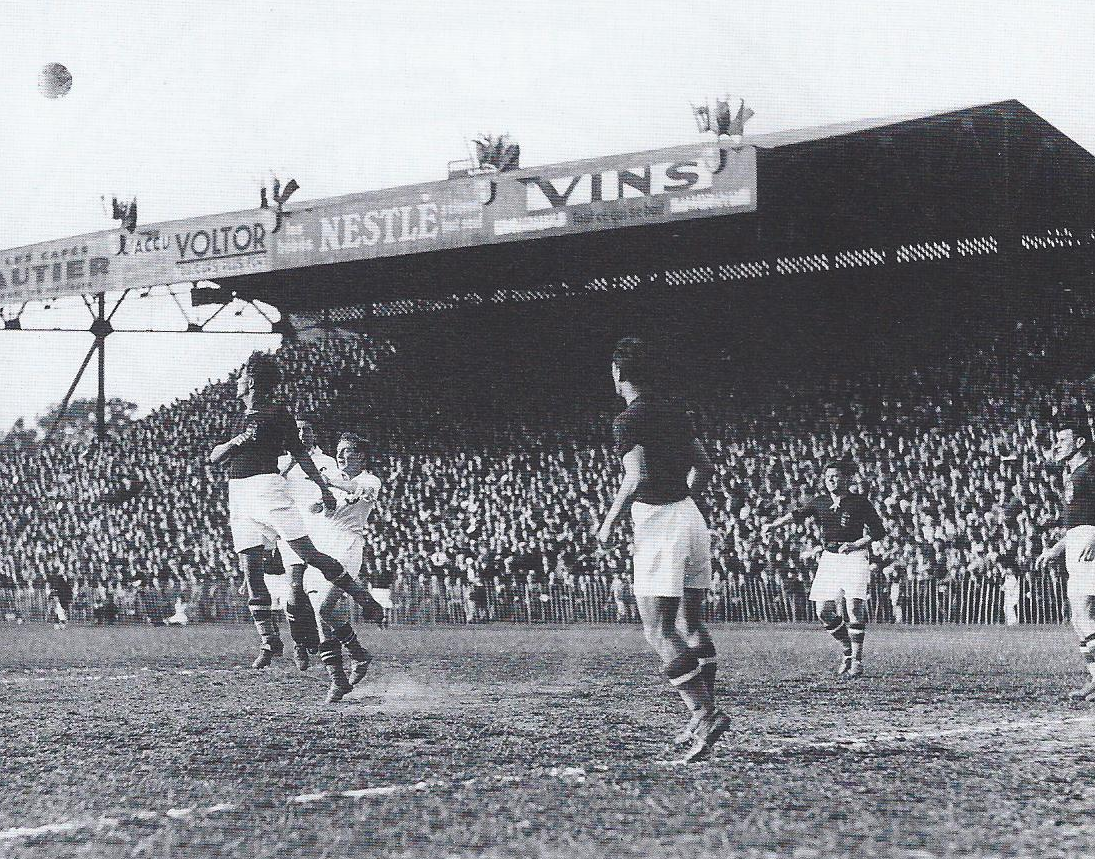
Action de jeu lors du match Hongrie - Suisse.

L'enceinte accueille dans son histoire deux matchs internationaux, sous le nom stade Victor-Boucquey. L'équipe de France de football y joue le premier match de son histoire en province, face à la Belgique, le 25 janvier 1914 et s'impose 4-3 devant 4813 spectateurs. Enfin, un quart de finale de la Coupe du monde de football y est également disputé, Hongrie-Suisse, le 12 juin 1938. 
| Date            | Match             | Score | Compétition  | Affluence |
| --------------- | ----------------- | ----- | ------------ | --------- |
| 25 janvier 1914 | France - Belgique | 4-3   | Match amical | 4 813     |

| Date         | Heure | Équipe 1 | Équipe 2 | Résultat | Tour          | Affluence |
| ------------ | ----- | -------- | -------- | -------- | ------------- | --------- |
| 12 juin 1938 | 17:00 | Suisse   | Hongrie  | 0-2      | 1/4 de Finale | 15 000    |